# الساندرو پلیتزاری
الساندرو پلیتزاری (ایتالیایی: Alessandro Plizzari؛ زادهٔ ۱۲ مارس ۲۰۰۰) بازیکن فوتبال اهل ایتالیا است که برای باشگاه پسکارا بازی می‌کند.
وی همچنین در تیم‌های ملی فوتبال زیر ۱۵ سال ایتالیا، زیر ۱۶ سال ایتالیا، زیر ۱۷ سال ایتالیا، زیر ۱۹ سال ایتالیا و زیر ۲۰ سال ایتالیا بازی کرده‌است.

## عملکرد باشگاهی
پلیزاری محصول آکادمی میلان است. در ژوئیه سال ۲۰۱۶، او به عنوان دروازه‌بان ذخیره به تیم اول ارتقاء یافت و اولین دیدار خود در دیدار برگشت تیم بزرگسالان در بازی خانگی سری آ مقابل اودینزه که در ۱۱ سپتامبر ۲۰۱۶ انجام شد دریافت کرد و همچنان روی نیمکت به عنوان جانشین قرار گرفت. او علی‌رغم دعوت به تیم اول، همچنان در طول فصل جوانان به عنوان دروازه‌بان ثابت بازی می‌کرد. در اواخر سال ۲۰۱۶ میلان، پیشنهاد ۲ میلیون یورویی برای پلیتزاری را از منچسترسیتی رد کرد.
در تاریخ ۴ ژوئیه ۲۰۱۷، وی قرارداد با میلان را تا سال ۲۰۲۰ تمدید کرد و بلافاصله تا ۳۰ ژوئن ۲۰۱۸ به صورت قرضی به ترنانا در سری بی پیوست. او اولین بازی حرفه ای خود را در ۱۷ سالگی، در ۲۶ اوت ۲۰۱۷، در بازی مقابل امپولی انجام داد. او در فصل اول بازی‌های خود را با ۲۰ بازی د سری بی به پایان رساند و در مجموع ۴۰ بازی انجام داد به و ۱ کلین شیت انجام داد.
در آوریل ۲۰۱۹ علی‌رغم عدم حضور در فصل ۲۰۱۸–۱۹، پلیزاری قرارداد خود را با میلان تا پایان ژوئن ۲۰۲۳ تمدید کرد. در تاریخ ۱ اوت ۲۰۱۹، او به باشگاه لیورنو قرض داده شد. او اولین بازی خود را با لیورنو در ۵ اکتبر انجام داد و به عنوان بازیکن فیکس در مسابقات لیگ برابر کیه وو بازی کرد.

## عملکرد بین‌المللی
وی دروازه‌بان اول تیم ملی زیر ۱۷سال ایتالیا در مسابقات قهرمانی زیر ۱۷ سال اروپا ۲۰۱۶ بود، جایی که ایتالیا در مرحله گروهی حذف شد.
او در مسابقات جهانی فوتبال زیر ۲۰ سال ۲۰۱۷ در تیم زیر ۲۰ سال ایتالیا قرار داشت و در آنجا دروازه‌بان دوم در پشت آندره زاکانیو بود. وی یک بازی را در این مسابقات انجام داد، بازی ۳ امتیازی که در آن ایتالیا در ضربات پنالتی اروگوئه را شکست داد پس از آنکه پلیزاری دو پنالتی را توسط رودریگو آمارال و خوان مانوئل بوسلی سیو کرد.
وی در مسابقات قهرمانی زیر ۱۹ سال اروپا ۲۰۱۸ دروازه‌بان تیم ملی زیر ۱۹سال ایتالیا بود و ایتالیا توسط پرتغال به رتبه دوم رسید.
سال بعد وی با تیم ملی زیر ۲۰سال ایتالیا در جام جهانی فوتبال زیر ۲۰ سال ۲۰۱۹ شرکت کرد و به مقام چهارم رسید.
او اولین بازی خود را با زیر ۲۱ سال ایتالیا در تاریخ ۱۰ سپتامبر ۲۰۱۹ انجام داد، در مسابقه مقدماتی یورو ۲۰۲۱ که با نتیجه ۵ بر ۰ مقابل لوکزامبورگ به پیروزی رسید.

## افتخارات

### بین‌المللی

#### زیر ۱۹سال ایتالیا
- مقام دوم مسابقات قهرمانی فوتبال زیر ۱۹ساله‌ها اروپا:۲۰۱۸

#### زیر ۲۰ سال ایتالیا
- مقام سوم جام جهانی فوتبال زیر ۲۰ سال:۲۰۱۷
- مقام چهارم جام جهانی فوتبال زیر ۲۰ سال:۲۰۱۹